# Boa Menina
"Boa Menina" é uma canção da cantora brasileira Luísa Sonza. Foi escrita pela própria cantora juntamente com Diego Timbó, Arthur Marques e DJ Thai e produzida pelos dois últimos. Foi lançada como single em 30 de outubro de 2018, através da Universal Music Brasil.

## Antecedentes e lançamento
"Boa Menina" foi lançada em 30 de outubro de 2018, seguindo o sucesso comercial de "Devagarinho" e do lançamento de "Nunca Foi Sorte" duas semanas antes. Segundo Sonza, a faixa é liricamente "sobre uma mulher que já cansou de tudo que pregavam a ela a vida toda", misturando "várias interpretações, transitando em discursos como empoderamento feminino, liberdade feminina e amor". Ela completou dizendo que "é uma música em que eu priorizei mostrar mais do meu potencial vocal". A faixa recebeu comparações com o trabalho de Ariana Grande, mais especificamente "Problem" (2014) e "Focus" (2015).
Em 22 de fevereiro de 2019, uma versão forró foi lançada acompanhada de um videoclipe que apresenta ela e seu então marido Whindersson Nunes e alguns amigos em sua casa.

## Videoclipe
O videoclipe de "Boa Menina" foi dirigido por Jacques Dequeker, com beleza de Lavoisier, produção de moda de João França Ribeiro e produção geral da agência Mynd8. Ele retrata uma mulher que sabe que para ser considerada "boa" não precisa adequar-se aos padrões da sociedade, mas sim viver de acordo com as suas próprias regras, "cheia de atitude e empoderada". No videoclipe, a cantora combina um conjunto de alfaiataria, usando o corte do paletó como decote embelezado por joias, e em um outro momento, ela surge usando top cropped com calças cargo e tênis. Sonza relatou que sobre o figurino, "o tempo todo sou eu ali, por isso quis trazer elementos comuns ao que eu gosto e uso, isso explica o preto e branco, a calça larga, os tênis". Ela completou dizendo que "queríamos muito trazer uma linguagem visual mais 'clean' e moderna pro clipe, o que acredito que tem a ver muito comigo e com minha personalidade. Pegamos também referências de algumas produções americanas de cantoras pop, ídolas para mim".

## Apresentações ao vivo
Sonza apresentou a canção ao vivo no YouTube Music Night, cuja performance foi gravada em 2019 e liberada em 5 de junho de 2020.

## Certificação
| Região                                           | Certificação | Vendas   |
| ------------------------------------------------ | ------------ | -------- |
| Brasil (PMB)                                     | Diamante     | 300.000‡ |
| ‡ Vendas+valores baseados apenas na certificação |              |          |

## Faixas e formatos
| Download digital / streaming |              |         |  |
| N.º                          | Título       | Duração |  |
| 1.                           | "Boa Menina" | 2:27    |  |

## Histórico de lançamento
| Região | Data                  | Formato(s)                 | Gravadora | Ref.  |
| ------ | --------------------- | -------------------------- | --------- | ----- |
| Vários | 30 de outubro de 2018 | Download digital streaming | Universal | [ 8 ] |